# 1954年のバレーボール
1954年のバレーボール（1954ねんのバレーボール）では、1954年（昭和29年）のバレーボール関連の出来事をまとめる。

## できごと
- 8月16日 - ブラジルバレーボール連盟が設立。
- 9月26日 - 洞爺丸事故が発生し、多数のバレーボール関係者が事故死。
- 日立国分トルメンタが創部。

## 国内大会

### 日本
- 全日本総合選手権
  - 男子
    - 決勝：富士鉄室蘭 2-1 日本鋼管

  - 女子
    - 決勝：倉紡津 2-0 倉紡四日市

- 第3回全日本都市対抗
  - 男子
    - 1位：日本鋼管
    - 2位：住金小倉
    - 3位：帝人三原、松下電器

  - 女子
    - 1位：鐘紡四日市
    - 2位：鐘紡淀川
    - 3位：富国生命、倉紡万寿

## 誕生
- 2月14日 - 荒木田裕子
- 3月1日 - 金坂克子
- 5月7日 - 花輪晴彦
- 7月27日 - 吉田真理子
- 7月31日 - フローラ・ハイマン  （+1986年）
- 7月31日 - ジョゼ・ギマラエス
- 9月13日 - 吉田昌子
- 10月1日 - リュボミール・トラヴィツァ
- 10月2日 - 吉田敏明
- 11月6日 - 辻合真一郎

## 死去
- 9月26日 - 三菱鉱業芦別鉱業所バレーボールチーム 13名、同社美唄鉱業所バレーボールチーム 22名、北海道バレーボール協会理事 2名、東京大学バレーボール部選手 1名[1]。